# Exército sassânida

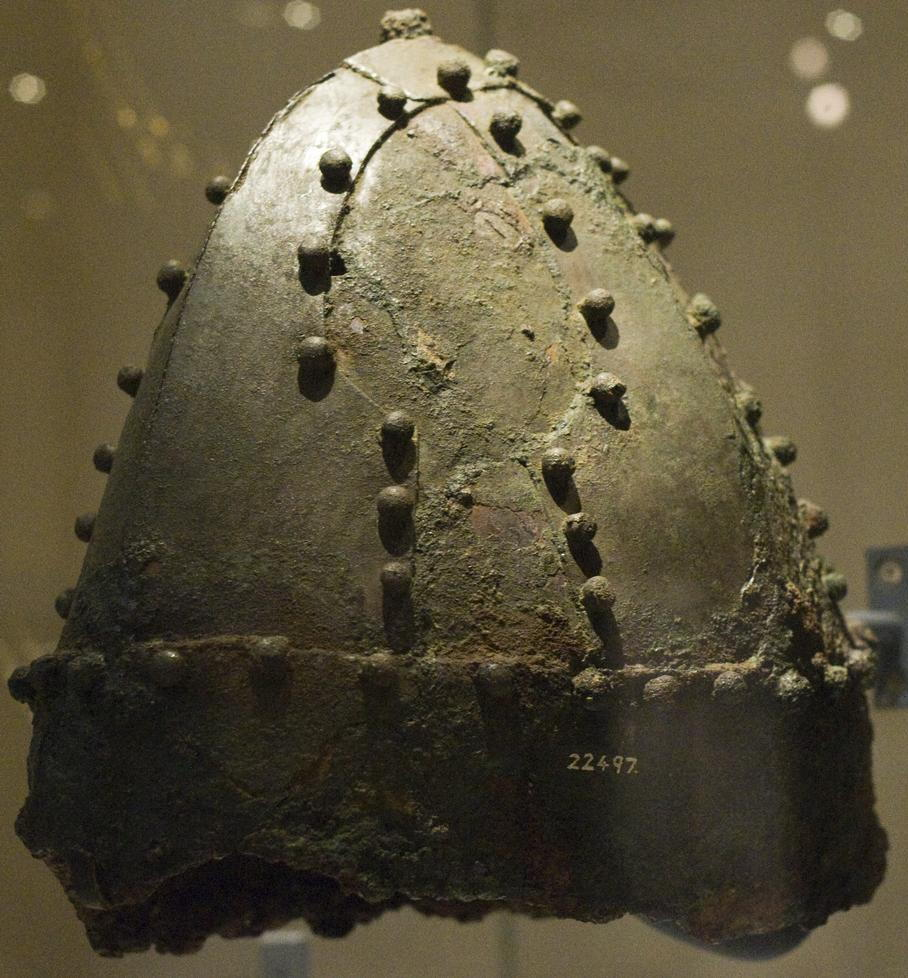
Elmo sassânida

Exército sassânida (em persa: ارتش ساسانيان; romaniz.: Artesh-e Sāsānīyān) é o nome que se dá ao conjunto de tropas terrestres do Império Sassânida, o Estado persa da Antiguidade Tardia e começo da Idade Média. Sua origem remonta ao reinado de Artaxer I (r. 226–241), o fundador do Império Sassânida. Artaxer I, visando a revitalização do Império Persa, reformou as forças armadas, formando um exército que estaria sob seu próprio comando e cujos oficiais foram separados por sátrapas, príncipes locais e nobres. Ele restaurou as organizações militares aquemênidas, manteve o modelo de cavalaria parta, e empregou novos tipos de armas e técnicas de cerco. Isto foi o começo de um sistema militar que serviu a ele e seus sucessores por 400 anos, durante os quais o Império Sassânida foi, junto com o Império Romano e depois o Império Bizantino, um dos dois superpoderes da Eurásia Ocidental. O exército sassânida protegeu Eranxar ("o Reino do Irã") no Oriente contra as incursões dos nômades da Ásia Central como os heftalitas e turcos, enquanto no Ocidente esteve envolvido em uma luta recorrente contra o Império Romano.